# Silke Kerl
Silke Kerl (* 19. Oktober 1970 in Berlin, heute Silke Lüdike) ist eine ehemalige deutsche Beachvolleyballspielerin und -trainerin.

## Karriere
Silke Kerl spielte von 1997 bis 2006 Beachvolleyball bei deutschen Turnieren sowie in Südafrika. Von 2004 bis 2016 war sie Bundestrainerin für den Nachwuchs im Beachvolleyball. Außerdem ist sie Mentaltrainerin beim Deutschen Golf Verband.

## Privates
Silke Lüdike lebt in Kiel und hat zwei Töchter und einen Sohn.